# Godiva (nudibranche)
Genre
Godiva est un genre de mollusques nudibranches de la famille des Facelinidae. L'espèce type est Hervia quadricolor, devenue Godiva quadricolor.

## Liste d'espèces
Selon World Register of Marine Species (17 mars 2016) :
- Godiva brunnea Edmunds, 2015
- Godiva quadricolor (Barnard, 1927)
- Godiva rachelae Rudman, 1980
- Godiva rubrolineata Edmunds, 1964

L'espèce méditerranéenne autrefois appelée Godiva banyulensis a été renommée en Dondice banyulensis. 

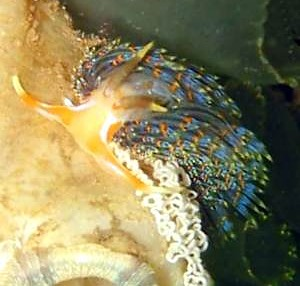
Godiva quadricolor
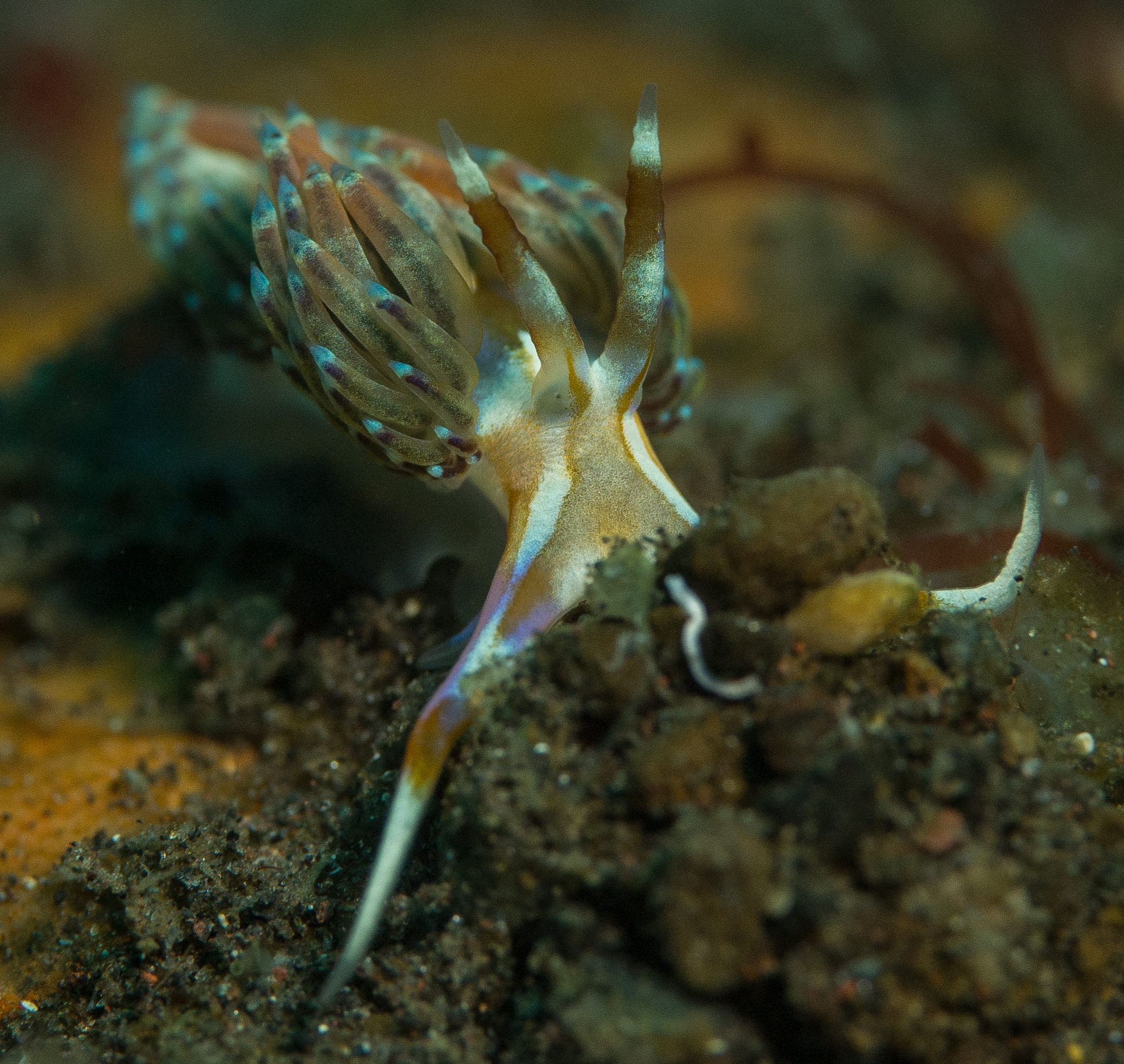
Godiva rachelae